# X-Men: The Official Game
X-Men: The Official Game is een computerspel van Activision dat samen met de film X-Men: The Last Stand werd uitgebracht. Het spel volgt gebeurtenissen van de films X2 en X-Men: The Last Stand. Het spel volgt voornamelijk de personages Wolverine, Iceman en Nightcrawler. X-Men: The Official Game werd uitgebracht op PlayStation 2, Xbox, Xbox 360, Nintendo GameCube (allen ontwikkeld door Z-Axis), Windows (ontwikkeld door Beenox), Game Boy Advance (ontwikkeld door WayForward Technologies), Nintendo DS (ontwikkeld door Amaze Entertainment en mobiele telefoons (ontwikkeld door Marvel Mobile).
In het spel neemt de speler de rol aan van Wolverine, Iceman en Nightcrawler die vechten tegen een samenzwering om de mutanten uit te roeien. Het verhaal van het spel werd geschreven door Zak Penn en Chris Claremont.

## Platforms
| Platform         | Jaar |
| ---------------- | ---- |
| Game Boy Advance | 2006 |
| GameCube         | 2006 |
| Nintendo DS      | 2006 |
| PlayStation 2    | 2006 |
| Windows          | 2006 |
| Xbox             | 2006 |
| Xbox 360         | 2006 |

## Ontvangst
| Beoordeeld door                     | Platform      | Datum        | Score |
| ----------------------------------- | ------------- | ------------ | ----- |
| MAN!AC                              | Xbox 360      | juli 2006    | 74%   |
| Game Over Online                    | GameCube      | 19 juni 2006 | 70%   |
| PC Games (Duitsland)                | Windows       | 26 juni 2006 | 56%   |
| Nintendojo                          | GameCube      | 2006         | 55%   |
| GameStar (Duitsland)                | Windows       | mei 2006     | 51%   |
| NintendoWorldReport                 | GameCube      | 15 juni 2006 | 50%   |
| 1UP                                 | Windows       | 26 mei 2006  | 50%   |
| GameSpy                             | Xbox 360      | 22 mei 2006  | 40%   |
| Digital Press - Classic Video Games | Xbox 360      | 24 mei 2006  | 30%   |
| Lawrence                            | PlayStation 2 | 28 mei 2006  | 25%   |